# 고쿠후정 (도쿠시마현)
고쿠후정(国府町)은 도쿠시마현 묘도군에 설치되었던 정이다. 현재의 도쿠시마시에 해당한다.
1967년 1월 1일에 도쿠시마시에 편입되었다. 

## 지리
- 북쪽 가장자리를 흐르는 요시노강 그 지류로 남동쪽 가장자리를 흐르는 아유쿠로강에 둘러싸인 저지대다.

## 역사
- 1889년 10월 1일 - 정촌제 시행에 의해 묘도군 고쿠후촌, 기타이노우에촌, 미나미이노우에촌이 성립하였다.
- 1908년 7월 1일 - 정으로 승격해 고쿠후정이 되었다.
- 1927년 - 아유쿠로강에서 물이 줄어든 이유가 상류(뉴타촌)에 건설된 콘크리트 둑 때문이라며 촌민들이 항의 운동을 벌여 현 직원을 구속하는 소동이 벌어졌다.
- 1953년 - 쇼와 대합병을 계기로 고쿠후정 의회가 합병안을 발표, 1정 3촌 합병안이 채택되어 합병 협상이 시작되었다.
- 1955년 1월 1일 - 뉴타촌이 폐지되어 뉴타가 도쿠시마시에, 야노는 고쿠후정에 분할편입되었다.
- 1967년 1월 1일 - 도쿠시마시에 편입해 오아자 고쿠후정으로 계승되었다.

## 교통

### 철도
- 일본국유철도
  - 도쿠시마선

### 도로
- 국도 제192호선
- 도쿠시마 현도 제15호선
- 도쿠시마 현도 제29호선
- 도쿠시마 현도 제30호선
- 도쿠시마 현도 제205호선
- 도쿠시마 현도 제206호선
- 도쿠시마 현도 제207호선
- 도쿠시마 현도 제230호선
- 도쿠시마 현도 제232호선